# Арсений Сливенски
Арсений е висш български духовник, сливенски митрополит на Българската православна църква от 2024 година.

## Биография
Роден на 18 ноември 1986 година в Стара Загора, България, със светското име Атанас Димитров Лазаров. Завършва основно образование в село Осетеново и в 2006 година с отличие Софийската духовна семинария „Свети Йоан Рилски“. След това е приет в Богословския факултет на Софийския университет „Свети Климент Охридски“. Продължава обучението си по теология в Пловдивския университет „Паисий Хилендарски“, който завършва с отличен успех през 2009 година.
На 11 август 2007 година е подстриган за монах от митрополит Николай Пловдивски в Кукленския манастир „Св. св. Козма и Дамян“. На следната 2008 година е ръкоположен за йеродякон и за йеромонах. От 2008 до 2010 година е енорийски свещеник в Борец и Говедаре. На 6 декември 2009 година Николай Пловдивски в катедралата „Успение Богородично“ в Пловдив го въздига в архимандритско достойнство. От 2009 година е директор на Пловдивската православна телевизия. От 2010 година архимандрит Арсений е духовен надзорник на Пловдивската епархия. В 2012 година става и председател на митрополитския храм „Света Марина“ в Пловдив.
На 2 юли 2014 година Светият синод го избира за знеполски епископ и викарий на пловдивския митрополит. Ръкоположен е на 6 юли 2014 година в „Света Марина“ от митрополит Йоаникий Сливенски в съслужение с митрополитите Дометиан Видински, Григорий Великотърновски, Игнатий Плевенски и Николай Пловдивски.
На 26 май 2024 година Светият синод го избира за сливенски митрополит.